# Con mắt thứ ba
Xem các nghĩa khác tại Con mắt thứ ba (định hướng).

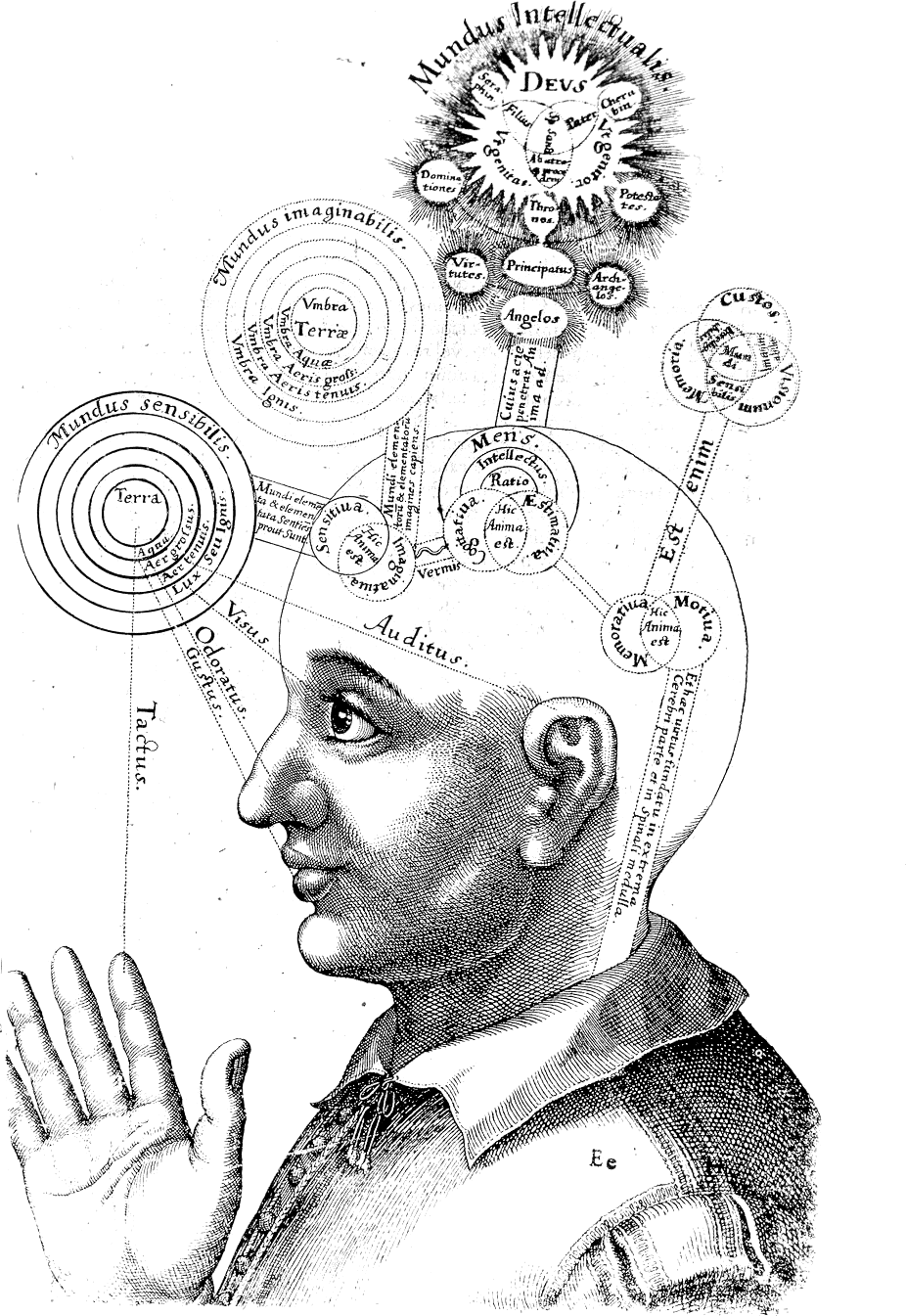
Bức tranh có từ thế kỷ 17 do nhà giả kim Robert Fludd vẽ, diễn tả 'con mắt thứ ba' liên hệ với các "thế giới cao hơn'

Từ xa xưa, người phương Đông cổ đại thường cho rằng, năng lượng được phát ra từ một bộ phận trung tâm của con người và vùng trung tâm đó chính là "con mắt thứ ba". Hình ảnh con mắt thứ ba được thể hiện trên trán của các vị thần trong các tác phẩm điêu khắc cổ đại ở đền chùa Phật giáo. Người ta tin rằng, con mắt nhìn thấu mọi điều đã được Thượng đế ban tặng cho các vị thần để họ có những năng lực siêu phàm nhìn thấu những vật vô hình. Theo đạo Cao Đài, người tu hành khi đoạt được Pháp sẽ có thêm con mắt thứ ba và con mắt này được gọi là Huệ nhãn, sẽ thấy được cõi vô hình. Trong Yoga, việc luyện tập Marantha để có được một vài năng lực tâm linh thần bí như khai sáng được "con mắt thứ ba" mà người khác không có.
Người Ấn Độ thường chấm một điểm trên trán giữa hai con mắt để diễn tả con mắt thứ ba, chính là thần nhãn, để thấy được những gì mà hai con mắt trần vẫn nhìn mà không thể thấy được. Nhiều giả thuyết khác lại cho rằng, do từ thời xa xưa, Adam và Eva đã phạm luật thiên đàng nên hạch tuyến Pituitary và Pineal nằm ở khoảng giữa hai con mắt đã dần bị hạn chế khả năng nhìn nhận ánh sáng.
Tuy nhiên, theo nghiên cứu của một số nhà khoa học thì thông thường mỗi sinh vật có một con mắt thứ ba nằm ở trung tâm não có tên là tuyến tùng. Nó cảm nhận giống như một con mắt vì tuyến tùng phản ứng lại với những thay đổi của ánh sáng. Một khám phá gần đây cho thấy mắt thường cũng có thể sản xuất được chất melatonin, làm cho vai trò của tuyến tùng trong con người càng ít quan trọng hơn nữa.
Lobsang Rampa, một tăng sĩ nổi tiếng của Phật giáo Tây Tạng đã có viết một quyển sách "Tây Tạng huyền bí" (The Third Eye), trong đó miêu tả chi tiết về cách khai mở con mắt thứ ba, là con mắt trí tuệ, giúp cho hành giả thấy rõ được quá khứ và vị lai. Vị trí của con mắt thứ ba theo cách gọi của tử vi Trung Hoa, được gọi là nơi Ấn đường.

## Một số thử nghiệm
Tiến sĩ Vitaly Pravdivstev đã thực hiện một số thử nghiệm và kết luận rằng, con mắt thứ ba này có thể tìm thấy ở thời kỳ phôi thai và sẽ mất đi khi thai nhi tiếp tục lớn lên. Nó chỉ để lại mấu trên não (epiphysis) ở tuyến yên phía trước tiểu não. Epiphysis có đặc điểm tương tự như mắt, chịu sự điều khiển của tuyến yên và nhãn cầu. Nó cũng có một thủy tinh thể và các chức năng cảm nhận màu sắc giống mắt. Trong quá trình tiến hoá hàng nghìn năm của con người, epiphysis từ kích cỡ bằng quả anh đào đã bị nhỏ đi bằng hạt đậu do thiếu hoạt động.
Ở Việt Nam, nhiều cuộc thử nghiệm về đề tài này cũng đã được tiến hành. Nhà nghiên cứu Nguyễn Phúc Giác Hải đã từng nhắc đến cô gái Việt Nam có khả năng kỳ lạ trên và chương trình "Những chuyện lạ Việt Nam" cũng đã ghi hình và cho phát toàn bộ cuộc thử nghiệm khả năng đặc biệt của cô gái này. Mặc dù 2 mắt bịt kín nhưng cô vẫn đi lại, hoạt động và đọc chính xác sách báo như bình thường.